# Tro Bro Leon 2018
La 35e édition du Tro Bro Leon a lieu le 15 avril 2018. La course fait partie du calendrier UCI Europe Tour 2018 en catégorie 1.1. C'est également la huitième épreuve de la Coupe de France de cyclisme sur route 2018.

## Présentation

### Équipes
Classé en catégorie 1.1 de l'UCI Europe Tour, le Tro Bro Leon est par conséquent ouvert aux WorldTeams dans la limite de 50 % des équipes participantes, aux équipes continentales professionnelles, aux équipes continentales et aux équipes nationales.
Dix-huit équipes participent à ce Tro Bro Leon : deux WorldTeams, onze équipes continentales professionnelles et cinq équipes continentales.
| WorldTeams (2)- AG2R La Mondiale - Groupama-FDJ Équipes continentales professionnelles (11)- Direct Énergie - Delko-Marseille Provence-KTM - Cofidis, Solutions Crédits - Fortuneo-Samsic - Vital Concept - Israel Cycling Academy - Euskadi Basque Country-Murias - Vérandas Willems-Crelan - Sport Vlaanderen-Baloise - Wanty-Groupe Gobert - UnitedHealthcare Équipes continentales (6)- Saint Michel-Auber 93 - Roubaix Lille Métropole - Team Joker Icopal - Cibel-Cebon - Tarteletto-Isorex - Fundación Euskadi |
| |

## Classement final
| \| Classement général \| Classement général \| Classement général \| Classement général \| Classement général \| \| Coureur \| Coureur \| Pays \| Équipe \| Temps \| \| ------------------ \| ------------------ \| ------------------ \| ---------------------------- \| ------------------ \| \| 1er \| Christophe Laporte \| France \| Cofidis, Solutions Crédits \| 5 h 12 min 07 s \| \| 2e \| Damien Gaudin \| France \| Direct Énergie \| + 4 s \| \| 3e \| Jelle Mannaerts \| Belgique \| Tarteletto-Isorex \| + 16 s \| \| 4e \| Hugo Hofstetter \| France \| Cofidis, Solutions Crédits \| + 16 s \| \| 5e \| Rasmus Tiller \| Norvège \| Joker Icopal \| + 16 s \| \| 6e \| Olivier Le Gac \| France \| Groupama-FDJ \| + 16 s \| \| 7e \| Mikel Aristi \| Espagne \| Euskadi-Murias \| + 16 s \| \| 8e \| Jonas Rickaert \| Belgique \| Sport Vlaanderen-Baloise \| + 16 s \| \| 9e \| Mauro Finetto \| Italie \| Delko-Marseille Provence-KTM \| + 16 s \| \| 10e \| Stijn Vandenbergh \| Belgique \| AG2R La Mondiale \| + 16 s \| |                    |          |                              |                 |
| |                    |          |                              |                 |
| Source : ProCyclingStats |                    |          |                              |                 |
| Classement général |                    |          |                              |                 |
| Coureur | Coureur            | Pays     | Équipe                       | Temps           |
| 1er | Christophe Laporte | France   | Cofidis, Solutions Crédits   | 5 h 12 min 07 s |
| 2e | Damien Gaudin      | France   | Direct Énergie               | + 4 s           |
| 3e | Jelle Mannaerts    | Belgique | Tarteletto-Isorex            | + 16 s          |
| 4e | Hugo Hofstetter    | France   | Cofidis, Solutions Crédits   | + 16 s          |
| 5e | Rasmus Tiller      | Norvège  | Joker Icopal                 | + 16 s          |
| 6e | Olivier Le Gac     | France   | Groupama-FDJ                 | + 16 s          |
| 7e | Mikel Aristi       | Espagne  | Euskadi-Murias               | + 16 s          |
| 8e | Jonas Rickaert     | Belgique | Sport Vlaanderen-Baloise     | + 16 s          |
| 9e | Mauro Finetto      | Italie   | Delko-Marseille Provence-KTM | + 16 s          |
| 10e | Stijn Vandenbergh  | Belgique | AG2R La Mondiale             | + 16 s          |

### UCI Europe Tour
La course attribue aux coureurs le même nombre des points pour l'UCI Europe Tour 2018 et le Classement mondial UCI.
| Position           | 1er | 2e | 3e | 4e | 5e | 6e | 7e | 8e | 9e | 10e | 11e | 12e | 13e à 15e | 16e à 25e |
| Classement général | 125 | 85 | 70 | 60 | 50 | 40 | 35 | 30 | 25 | 20  | 15  | 10  | 5         | 3         |